# .xyz
.xyz è un dominio di primo livello generico.
Il nome del dominio è stato associato al nome delle tre generazioni X, Y e Z.
Nel 2015 Alphabet ha registrato il dominio abc.xyz. In seguito alla notizia, il numero dei domini registrati è aumentato notevolmente, sebbene alcuni esperti sostengano che il dato sia stato artificialmente inflazionato.
In occasione del terzo anniversario dal lancio del dominio, è stata lanciata un'iniziativa per offrire la registrazione a basso costo di domini composti tra 6 e 9 cifre (ad esempio 0000001.xyz o 12399999.xyz).